# Dirk Cornelis Kuiken
Dirk Cornelis Kuiken, né en 1746 à Sint Jacobiparochie (Frise) et mort dans cette ville le 3 novembre 1804, est un homme politique néerlandais.

## Biographie
Ce fermier frison est un patriote farouche et entre à l'assemblée provisoire de Frise lorsqu'éclate la Révolution batave au début de l'année 1795. Il représente la Frise aux États généraux. La majorité des États ont décidé d'essayer, notamment la Zélande et Groningue, d'empêcher la convocation d'une Assemblée nationale. Kuiken a demandé que des mesures soient prises contre cela et, avec 13 autres membres ont protesté contre cette décision. Des élections ont finalement eu lieu et Kuiken a été élu député unitariste de Berlikum à la première assemblée nationale batave le 30 mars 1796.  Il s'est notamment en vain opposé à l'admission d'Eduard Marius van Beyma et Johannes Lambertus Huber, qui avaient tenté un soulèvement fédéraliste en Frise contre la convocation de l'Assemblée. Ils sont néanmoins admis, après de nombreuses discussions.
Il n'est pas réélu lors du renouvellement de l'assemblée en août 1797. Il meurt dans la nuit du 2 au 3 novembre 1804.